# Eragrostis vacillans
Eragrostis vacillans är en gräsart som beskrevs av Alfred Barton Rendle. Eragrostis vacillans ingår i släktet kärleksgrässläktet, och familjen gräs. Inga underarter finns listade i Catalogue of Life.